# 電流限制
電流限制（英語：Current limiting）也稱為限電流，是限制輸送到负载的電流，保護產生電流或傳輸電流的電路，避免出現短路或過載等事故。電流限制也是一種過電流保護裝置的型態。依照2020 NEC/NFPA 70，電流限制型的過電流保護裝置定義為「保護電路的裝置，若在其電流限制範圍內運作，且在限制電流狀態下，可以讓流過的電流遠少於用導體代替保護裝置時的電流。」
有些裝置除了電流限制保護，還有过电流保护。此情形下，電流限制保護在負載電流降低時，保護就不動作，不需人工復歸。而過電流保護動作時，設備會停止電流輸出，要人工復歸才能恢復正常動作。

## 湧浪電流限制器
湧浪電流限制器是用來限制湧浪電流（inrush current）的設備。被動電阻元件電阻器（但會有消耗能量的缺點）以及負溫度係數（NTC）的热敏电阻是簡易的湧浪電流限制器，而正溫度係數（PTC）的热敏电阻則會用來限制電路運作中的最大電流（兩者都有需要冷卻時間的缺點）。若這些方法不適用時，會用其他主動元件，以較複雜的作法來實現。

## 功率電路中的電流限制

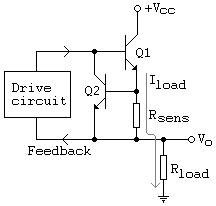
主動電流限制或是短路保護

電路中很常見的保護裝置是保險絲，但保險絲不一定可似保護固態電子元件，因此會再加入主動電流限制功能。
電路圖中所示的就是一種電流限制的作法，是用在穩壓直流電源供應器以及AB級功率放大器的簡單保護電路。
Q1是輸出電晶體，Rsens可以感測負載電流，Q2是保護用電晶體，當Rsens上的電壓到達約0.65 V時，Q2就會導通。其電壓是由Rsens阻值以及負載電流（Iload）所決定的。當Q2導通時，會使Q1的基極電流減少，因此Q1的集極電流也會減少，後者幾乎和負載電流相等。因此，Rsens會讓最大電流維持不會超過0.65/Rsens。假設，Rsens = 0.33 Ω，電流會限制在約2 A ，即使Rload短路（且Vo變為零）時也是如此。
再者，只要有過載的情形，就會持續有功率的消耗，這意味著設備需可以在一段時間內可以承受此負載。有電流限制裝置下的功率消耗會比無此裝置下的要小很多。在此技術下，若超過電流限制時，輸出電壓會降低，降低的值則依電流限制值以及負載電阻而定。

不同過載設定電源供應器的V-I曲線，三種顏色分別對應折返式, 定電流限制以及不限流.

為了減少設備在短路所產生的熱，有些電源供應器有折返式（foldback）限流功能，可以在短路時減少輸出電流。電源供應器在短路時電壓會降到零，而電流會限制在最大電流的一定比例。

不同過載設定下，線性穩壓器的消耗功率和負載電阻之間的關係。此處V_{in}為12 V，V_{OC}為10 V，I_{max}為1 A，而I_{SC}為0.17 A。在折返設計下的最大消耗功率是定電流限制下的三分之一。

電源供應器中折返電流限制的主要目的是讓輸出晶体管在安全功率耗散的限制下運作。線性電源供應器會將輸入電壓和輸出電壓之間的電壓差以熱的方式耗散。在過載條件下，輸出電壓會下降，因此電壓差變得更大，也增加需要耗散的熱。折返電流限制讓輸出電晶體在電力系統故障或過載條件下，仍可以運作在安全工作区內。折返電流限制也顯著的減少故障時負載的功率耗散。也減少火災的風險。
計多電源供應器會有定電流限制的保護。折返電流限制比這更進一步，讓輸出電流限制隨著輸出電壓降低而減少。不過這也增加電源供應器的複雜程度，針對其所需電流為定值，不隨輸入電壓變化的非電阻特性元件（例如運算大器），折返電流限制可能會使其陷入「鎖定」（lockout）的條件。有些折返電流限制會加上暫態的延遲，以避免鎖定，並且限制短路時的局部發熱。
開關模式電源在輸出短路時，運作在電流限制模式，不會增加功率晶體的發熱，因此此應用下的金返電流限制只是其中的功能之一，開關模式電源不需透過折返電流限制來保護功率晶體，避免在短路時損毀。開關模式電源若是一產品的一部份，而該產品需獨立通過地區性的安全標準，比較會在開關模式電源上看到金返電流限制功能。

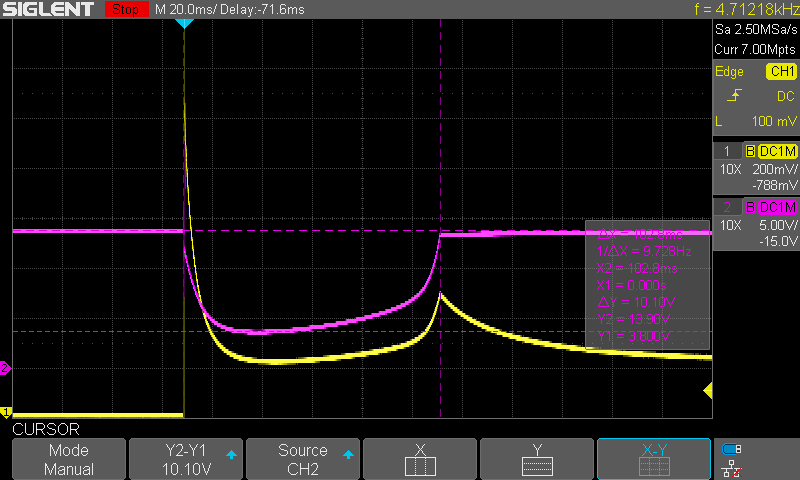
白熾燈的湧浪電流讓有折返電流限制裝置的電源供應器進行限流

## 單電源電流
上述電路有一個問題，Q1會工作在非飽和區，要到其基極偏壓比Vcc高0.5伏以上時，才會進入飽和區。
若是用單一電源（Vcc），這些電路的運作會更有效率。在二個電路中，R1讓Q1導通，提供電壓和電流到負載。當R_sense上電流超過設計限制值時，Q2導通，開始將Q1關閉，因此限制負載電流。選配的元件R2，可以在Q2短路時保護Q2。若Vcc只有幾伏特，可以選用MOSFET作Q1，其dropout電壓較低。由於此電路很簡單，有時會用作高功率LED的電流源。

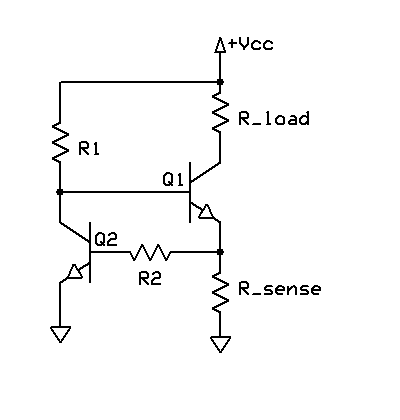
NPN電晶體的限流電路（Vo輸出的位置類似PNP的範例）
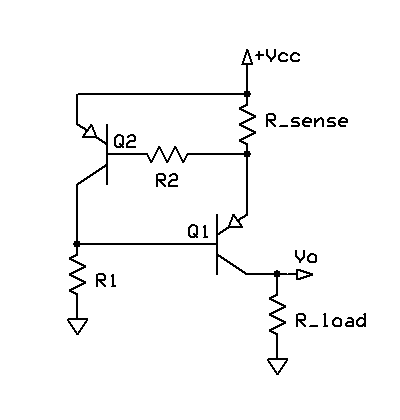
PNP電晶體的限流電路

## 外部連結
- Current Limiting for Stepper Motors
- Current limiting resistor calculator for LED arrays
- Constant current & foldback current limiting